# Thyreotus
Genre
Thyreotus est un genre d'opilions laniatores de la famille des Epedanidae.

## Distribution
Les espèces de ce genre sont endémiques de Birmanie.

## Liste des espèces
Selon World Catalogue of Opiliones (28/06/2021) :
- Thyreotus bifasciatus Thorell, 1889
- Thyreotus bimaculatus Roewer, 1912

## Publication originale
- Thorell, 1889 : « Aracnidi Artrogastri Birmani raccolti da L. Fea nel 1885-1887. » Annali del Museo Civico di Storia Naturale di Genova, sér. 2, vol. 7, p. 521-729 (texte intégral).